# Charlie Carrick
Charlie Carrick (* 25. Juni 1986 in Newcastle upon Tyne) ist ein britischer Filmschauspieler.

## Leben
Charlie Carrick wurde 1986 in Newcastle upon Tyne geboren und stand im Alter von 13 Jahren an der Royal Grammar School erstmals auf der Bühne. Dabei handelte es sich um die Rolle von Puck im Sommernachtstraum. Im Alter von 18 Jahren ging er nach Kanada, wo er die Vancouver Film School besuchte.
Im Jahr 2011 besuchte Carrick das Actors Conservatory des Canadian Film Centre und wurde im darauffolgenden Jahr im Rahmen des Toronto International Film Festivals als Rising Star ausgewählt.
Eine erste Hauptrolle erhielt er in Verliebt in Molly von Sara St. Onge. Ebenfalls im Jahr 2013 war er in einer Gastrolle in der dritten Staffel der Serie Die Borgias zu sehen und spielte Pascal. Ab 2015 spielte er in der dritten Staffel der Fernsehserie Reign in 17 Folgen Robert Dudley.

## Filmografie (Auswahl)
- 2013: Verliebt in Molly (Molly Maxwell)
- 2013: Die Borgias (The Borgias, Fernsehserie, 4 Folgen)
- 2013–2014: Cedar Cove – Das Gesetz des Herzens (Cedar Cove, Fernsehserie, 9 Folgen)
- 2014: Motive (Fernsehserie, 1 Folge)
- 2015–2016: Reign (Fernsehserie, 17 Folgen)
- 2017: Incorporated (Fernsehserie, 1 Folge)
- 2018: Angelique's Isle
- 2019: Siehst du den Mond, Daniel (Ser du månen, Daniel)
- 2019: Deep Water (Fernsehserie, 6 Folgen)
- 2021: Departure (Fernsehserie, 6 Folgen)
- 2021: The Power
- 2021: Der Wolf und der Löwe
- 2024: The Apprentice – The Trump Story

## Auszeichnungen
Leo Award
- 2016: Auszeichnung als Bester männlicher Hauptdarsteller in einem Film (The Devout)[4]